# 本生燈
本生燈（英语：Bunsen burner）是科學實驗室常用的高溫加熱工具之一。
本生燈以德國化學家罗伯特·威廉·本生命名，是由本生提出設計原則，並由他的助手彼得·迪斯德加（Peter Desaga）在1855年改良法拉第的原始设计而成。本生燈用於加熱，殺菌，和燃燒。
本生燈可安全地燃燒氣體燃料，火焰不會倒流進氣體供應管內。燃料方面通常會使用煤氣或石油氣，由本生燈下方的導管與空氣混合後導入，比例為空氣：煤氣=3:1，火焰溫度最高可達1500℃，空氣量較少時，混合氣體會產生小碳粒，若空氣過量，火焰會產生回擊，在燈管內燃燒。
梅克爾-菲希爾燈是依本生燈改良而來的加熱器。

## 使用步驟
1. 把實驗室的窗戶打開，保持空氣流通。
2. 把本生燈膠喉與煤氣管接上，並放在防火板上。

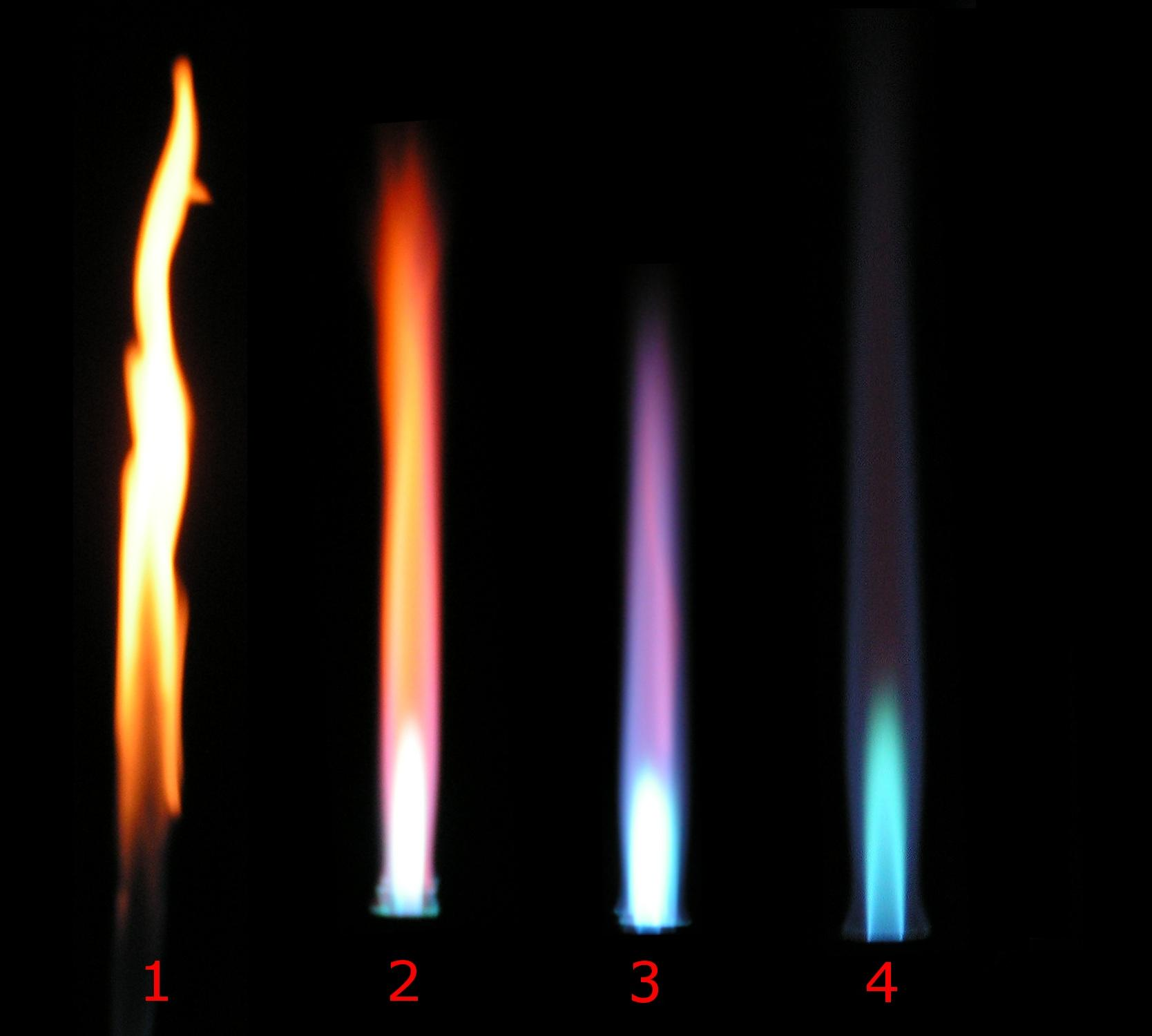
本生燈火焰依賴於在喉孔的空氣流量（在燃燒器端，而不是用於氣體流量的針閥）: 1. 空气孔关闭（用于照明或默认的安全火焰）, 2. 空气孔微微打开（會有有點粉的火焰）3. 空气孔半开, 4. 空气孔几乎全开 (咆哮状蓝色火焰).

3. 先把燈座的空氣調節器（氣孔）關閉，並點燃火柴放在出氣口上。
4. 開啟煤氣掣，把燈點燃，這時火焰為橙色。
5. 打開空氣調節器（氣孔）讓新鮮空氣進入，火焰轉為藍色及溫度變高。
6. 使用完畢後，先把氣孔關上，然後關掉煤氣掣。
7. 把本生燈從煤氣管拔出。

## 變種 ／變體
存在有基於相同原理的其他燃燒器。在本生燈最重要的替代品：
- 特克卢喷灯（Teclu burner）
- 梅克爾-菲希爾燈（Meker burner）

## 外部連結
- A history of the Bunsen Burner. （页面存档备份，存于）
- Poliakoff, Martyn. . The Periodic Table of Videos. University of Nottingham. 2011  [2013-12-26]. （原始内容存档于2019-04-18）.